# Quintus Antistius Adventus
Quintus Antistius Adventus was een Romeinse politicus en generaal. 
Hij diende in de Parthische Oorlog onder Lucius Verus. Antistius Adventus werd gouverneur van Germania Inferior en vervolgens van Brittania tussen ca. 175 en 178. In 175 kwamen er 5.500 Sarmatische cavalerietroepen naar Britannia. Dit kan een bedoelde versterking zijn geweest van de Britse garnizoenen of misschien ook wel het resultaat zijn van politieke opportuniteit elders in het rijk. 